# 馬可尼公司
馬可尼公司（英語：The Marconi Company）是一家英國電信公司，從1963年到1987年的營運活動皆以馬可尼公司為名。它源於早期名稱和公司結構的變化，涵蓋從1897年成立到2006年的一段時間，在此期間它經歷了許多變化、合併和收購。該公司由義大利發明家古列爾莫·馬可尼創立，最初是「英國無線電訊公司」。該公司是無線長途通訊和大眾媒體廣播的先驅，最終成為英國最成功的製造公司之一。1999年，其國防製造部門馬可尼電子系統與英國航太公司合併，形成英國航太系統。2006年，財務困難導致剩餘公司倒閉，其中大部分業務由瑞典電信公司愛立信收購。

## 歷史

### 命名歷史
- 1897–1900年：英國無線電訊公司（The Wireless Telegraph & Signal Company）
- 1900–1963年：馬可尼無線電報公司（Marconi's Wireless Telegraph Company）
- 1963–1987年：馬可尼有限責任公司（Marconi Company Ltd）
- 1987–1998年：通用電氣馬可尼公司（GEC-Marconi Ltd）
- 1998–1999年：馬可尼電子系統（Marconi Electronic Systems Ltd）
- 1999–2003年：馬可尼公司（Marconi plc）
- 2003–2006年：馬可尼公眾有限公司（Marconi Corporation plc）

## 外部連結
- Ericsson press release about the acquisition （页面存档备份，存于）
- Catalogue of the Marconi Archives （页面存档备份，存于） At the Department of Special Collections and Western Manuscripts, Bodleian Library, University of Oxford
- Marconi Calling （页面存档备份，存于） The Life, Science and Achievements of Guglielmo Marconi
- History of Marconi House （页面存档备份，存于）